# Американски благотворителен комитет на приятелите
„Американският благотворителен комитет на приятелите“ (на английски: American Friends Service Committee (AFSC)) е религиозно общество на квакери, което работи за мир и социална справедливост в САЩ и по света. През 1947 г., заедно с „Квакерски страж на мира и обществото“, получава Нобелова награда за мир.

## Създаване
Комитетът е създаден на 4 юни 1917 година във Филаделфия щата Пенсилвания в знак на протест срещу Първата световна война. Неговата програма става израз на квакерските религиозни вярвания, по-специално на догмата за това, че Божият дух живее във всеки човек. Основоположникът на учението, английският обущар Джордж Фокс, през 1643 г. започва да проповядва доктрина, която внася религиозните заповеди във всекидневния живот. През 1668 г. Фокс основава Религиозната общност на приятелите, по-известна под названието квакери.
Принадлежащи към радикалното крило на пуританското движение, квакерите печелят многобройни привърженици на Британските острови, в няколко части на Европа и в Северна Америка. Убедени в това, че войната противоречи на Божията воля, квакерите се отказват от насилието в полза на духовното оръжие: любовта, състраданието и съгласието.
През 50-те години на XVIII век квакерите се заселват по източното крайбрежие на Северна Америка, където Уилям Пен и други влиятелни приятели създават общини в Ню Джърси и Делауеър и основават колонията Пенсилвания. Американците квакери стават пионери не само по отношение на религиозната търпимост, но и в сферата на социалните реформи. По време на Американската революция повечето приятели осъждат робството. Стремейки се да сложат край на търговията с роби, те създават първите в САЩ общности на аболиционистите. През XIX век квакерите заемат водещи позиции в движението за търпимост, за грижа за затворниците и психично болните, за избирателното право на жените и за отмяната на смъртното наказание. Квакерите участват и в дейността на Американската общност за мир, основана през 1928 г.
Когато САЩ се включват в световната война през 1917 г. квакерите излизат в пресата с обръщение, в което се изразява вярата в „съзидателната сила на добрата воля“ и се осъжда въоръжената схватка. По-нататък групата на филаделфийските приятели предлага на правителството съдействие във „всяка конструктивна дейност, където може да служи добросъвестно на човечността“. През юни е създадено ръководство, разработена е програма за алтернативна служба и е прието официалното название на Американския благотворителен комитет на приятелите. Председател става Руфус М. Джонс, професор по философия в Хаверфордския колеж.

## Във Франция
Един от най-сериозните проблеми на Комитета става военната служба. Макар че законът за военната повинност, съобразявайки се с религиозните убеждения, дава възможност за служба, която не е свързана с военни действия, много квакери смятат това за недостатъчно. Като се обръща към президента Удроу Уилсън, Джонс постига съгласие за гражданска служба във Франция вместо военна. Със съдействието на Комитета за помощ на жертвите от войната, организиран от английските приятели, и комисията на американския Червен кръст сто доброволци от AFSC заминават за Франция.
Някои доброволци работят в болницата в Шалон, във фабриките в Дол и Орн, други правят сглобяеми къщи за бежанците, строят детски туберкулозен санаториум в Троа. Основната база на квакерите се намира в Сермез (долината на река Марна). Там е организирана хирургическа болница. По време на втората битка при Марна (1918) те се намират нееднократно под огъня, евакуират старци, болни и ранени.

## След Първата световна война
След войната приятелите участват в разпределението на продукти и дрехи в Германия. Хърбърт Хувър, който ръководи големи благотворителни програми по време на войната, оглавява Американската администрация за помощ. Той се обръща към приятелите с молба да се погрижат за увеличаването на запасите от продоволствия и за разпределението им сред немските деца. Като приема предложението на Хувър, организацията създава специален отдел, който в началото на 1920 г. заминава за Берлин. Само за шест месеца AFSC успява да нахрани повече от милион деца, които често нямат никаква храна. Подобна помощ е оказвана и на бежанци в Полша, Сърбия и Австрия.
След като през следващата 1921 г. Руфус Джонс пътува из Източна Европа, насочва вниманието на Хувър към опасността от глад в Съветска Русия. Заради много слабата реколта и превратностите на гражданската война в Поволжието милиони хора са в бедствено положение. През октомври 1921 г. група квакери отива по тези места, които по-късно наричат „безлюдните предели на смъртта“. Към края на годината те вече хранят 50 хил. души ежедневно и така продължава до април 1923 г.
В годините между двете световни войни мащабите на дейността на AFSC се разширяват, организирани са четири секции – за международна, междурасова, мирна и вътрешнодържавна дейност. Междурасовата секция се занимава с организирането на пътувания из Америка на японски студенти въпреки свирепите имиграционни квоти. През 1936 г., когато започва гражданската война в Испания, квакерите помагат на жените и децата от двете воюващи страни. Веднага след „кристалната нощ“ през 1938 г., когато нацистите организират погром над синагогите и магазините и 30 хил. евреи са изпратени в концлагери, Джонс и двама други квакери заминават за Берлин, където издействат разрешение да помогнат на пострадалите. Някои евреи емигрират с тяхно съдействие.

## Втора световна война
Когато САЩ влизат във войната през 1941 г., привържениците на мира са отстранени от международната дейност. В замяна на това AFSC организира обществени лагери, където квакерите се занимават с лесовъдство, борба с горските пожари и почвозащитни дейности. Освен това те помагат на американците с японски произход, интернирани в специални лагери след нападението над Пърл Харбър. Повечето страни от Оста са недостъпни за мисиите на AFSC, но квакерите развиват благотворителна дейност в Китай, неокупираните части на Франция, в Лондон и други райони. След края на войната AFSC доставя храна, облекло и медикаменти на бежанците в целия свят.

## След войната
Удостоеният с Нобелова награда за мир AFSC продължава да помага на жертвите на войната, тероризма, несправедливостта и потисничеството, като не оставя без внимание пострадалите от сушата, глада и стихийните бедствия в Югоизточна Азия, Африка и Централна Америка. AFSC е инициатор на програми за селскостопанско развитие, здравеопазване и техническа помощ, които трябва да предотвратяват изблиците на насилие. В Централна Африка приятелите финансират приюти за сираци, помагат легално на политическите затворници и на техните семейства.
През 1984 г. AFSC доставя много тонове медикаменти, облекло, обувки, одеяла и други необходими вещи за жителите на Никарагуа. През 1985 г. аналогична акция е проведена в пострадалото от земетресение Мексико. Организацията помага на народите от Африка, измъчвани от сушата и глада. Лятото на 1985 г. заварва представители на AFSC в Южна Африка, но правителството на ЮАР се отказва от срещата с Дезмънд Туту, на която се предлага да се обсъди расовото напрежение в страната и стремежа на местното население към равноправие.
Постоянна тревога на AFSC са проблемите на бедността, правата на човека, глада и здравеопазването в самите Съединени щати. Комитетът подкрепя движението на миролюбивите сили, като организира конференции и срещи, на които хората от различни страни могат да обсъждат и разрешават конфликти.
Като води неизменна политика, Комитетът следва заветите на Уилям Пен, формулирани преди три века:
| „ | Благополучният изход не оправдава лошите средства; да не правим злини с надежда за бъдещо благо... Да видим по-добре, дали няма да ни помогне любовта. | “ |

За свой девиз AFSC избира през 1967 г. думите: „Виж какво може да направи любовта“.